# O spiralah
O spiralah (starogrško Περὶ ἑλίκων: Perí elíkon) je razprava starogrškega učenjaka Arhimeda, napisana leta 225 pr. n. št.. Arhimed ni odkril spirale, ki se po njem imenuje Arhimedova spirala, ampak jo je uporabil v svojih razpravah o kvadraturi kroga in tretjinjenju kota.

## Vsebina

### Uvod
Arhimed začenja zazpravo O spiralah s sporočilom Dositeju iz Pelezija, v katerem pravi, da je Kononova smrt velika izguba za matematiko. V nadaljevanju povzema rezultate razprave Krogla in valj (starogrško Περὶ σφαίρας καὶ κυλίνδρου: Perí sfaíras kaí kylíndrou) in O konoidih in sferoidih (starogrško Περὶ κωνοειδέων καὶ σφαιροειδέων: Perí konoeidéon kaí sfairoeidéon) in nazadnje opiše svoja dognanja o spiralah. 

### Arhimedova spirala
Arhimedovo spiralo je pred njim preučeval Konon. Arhimed je znal na spiralo narisati tudi tangente. Spiralo je definiral kot:
Če se premica enakomerno zavrti po ravnini okoli fiksne točke na tej premici, dokler ne pride na svoj izhodiščni položaj, in če se istočasno iz središča vrtenja po premici z enakomerno hitrostjo giblje točka, bo ta točka na ravnini opisala spiralo. 

### Tretjinjenje kota
Arhimed je tretjinjenje kota opisal takole:	
Predpostavimo, da moraš dani kot ABC razdeliti na tretjine. Daljico BC razdeli tako, da je razdalja BD ena tretjina razdalje BC. Nariši krog s središčem v B in polmerom BD. Točko, v kateri krog seka spiralo, označi z E. Kot ABE je ena tretjina kota ABC.

### Kvadratura kroga
Za računanje  kvadrature kroga je dal Arhimed naslednja navodila:
Naj bo P točka na spirali, v kateri spirala zaključi prvi krog. Nariši pravokotnico na daljico OP v točki O. Točka, v kateri tangenta na spiralo v točki P seka pravokotnico, je točka T. Razdalja OT je enaka obsegu kroga s polmerom r.
Arhimed je že v prvi trditvi v Merjenju kroga dokazal, da je ploščina kroga enaka ploščini pravokotnega trikotnika s katetama, enakima polmeru in obsegu kroga. Ploščina kroga je torej enaka ploščini trikotnika OPT.